# Prieuré de Chanteuges
Le prieuré de Chanteuges est un ancien monastère bénédictin qui se dresse sur le territoire de la commune française de Chanteuges, dans le département de la Haute-Loire, en région Auvergne-Rhône-Alpes.
Le prieuré est partiellement protégé aux monuments historiques.

## Localisation
Le prieuré est situé sur un rocher basaltique, dans la partie sud d'un plateau d'origine volcanique culminant à 540 m d'altitude, bordé de pentes abruptes, au confluent de l'Allier et de son affluent la Desges, sur la commune de Chanteuges, à cinq kilomètres au sud-est de Langeac, dans le département français de la Haute-Loire. À son pied un village s'y est établi de longue date.

## Historique

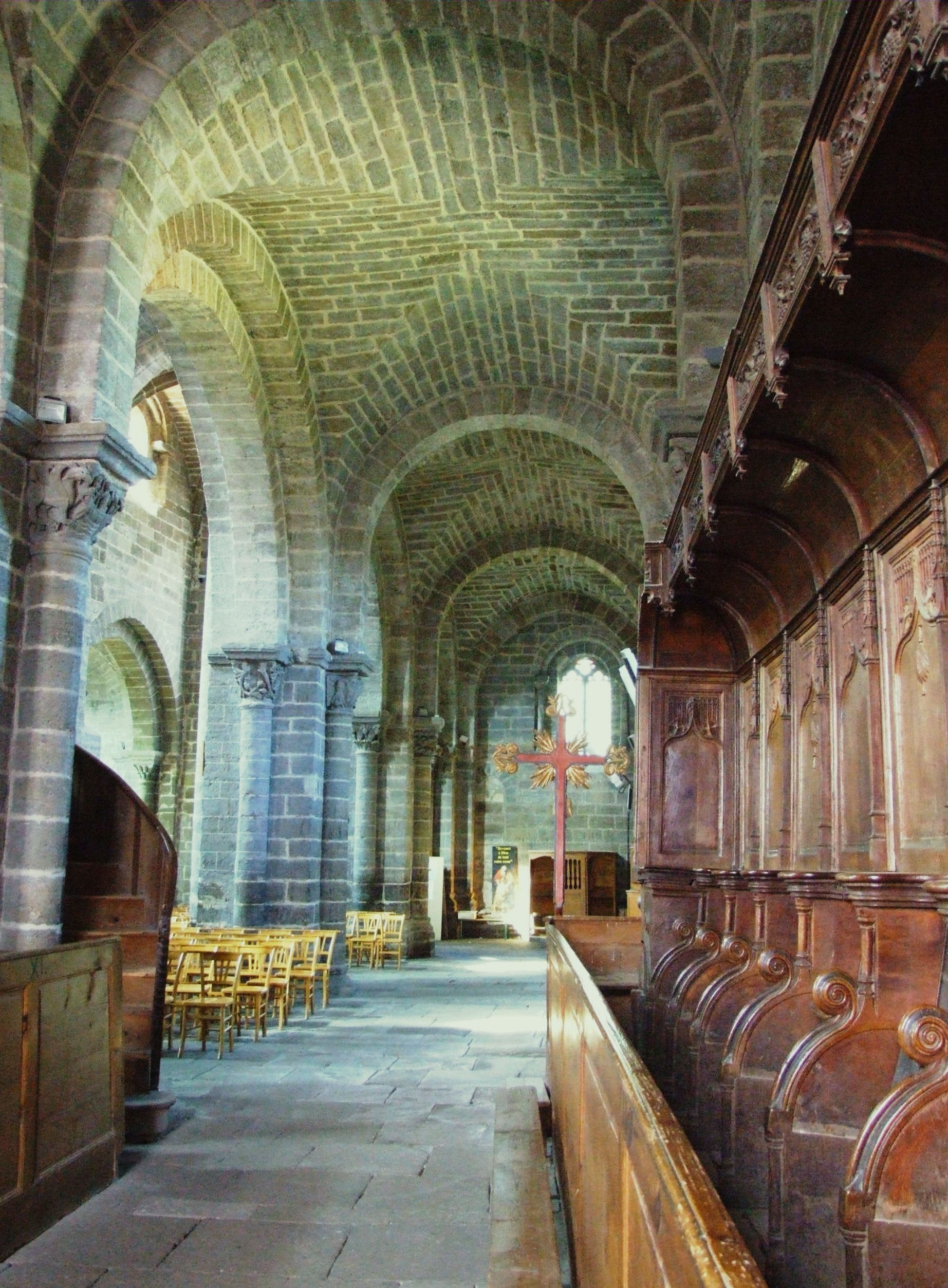
Bas-côté nord.

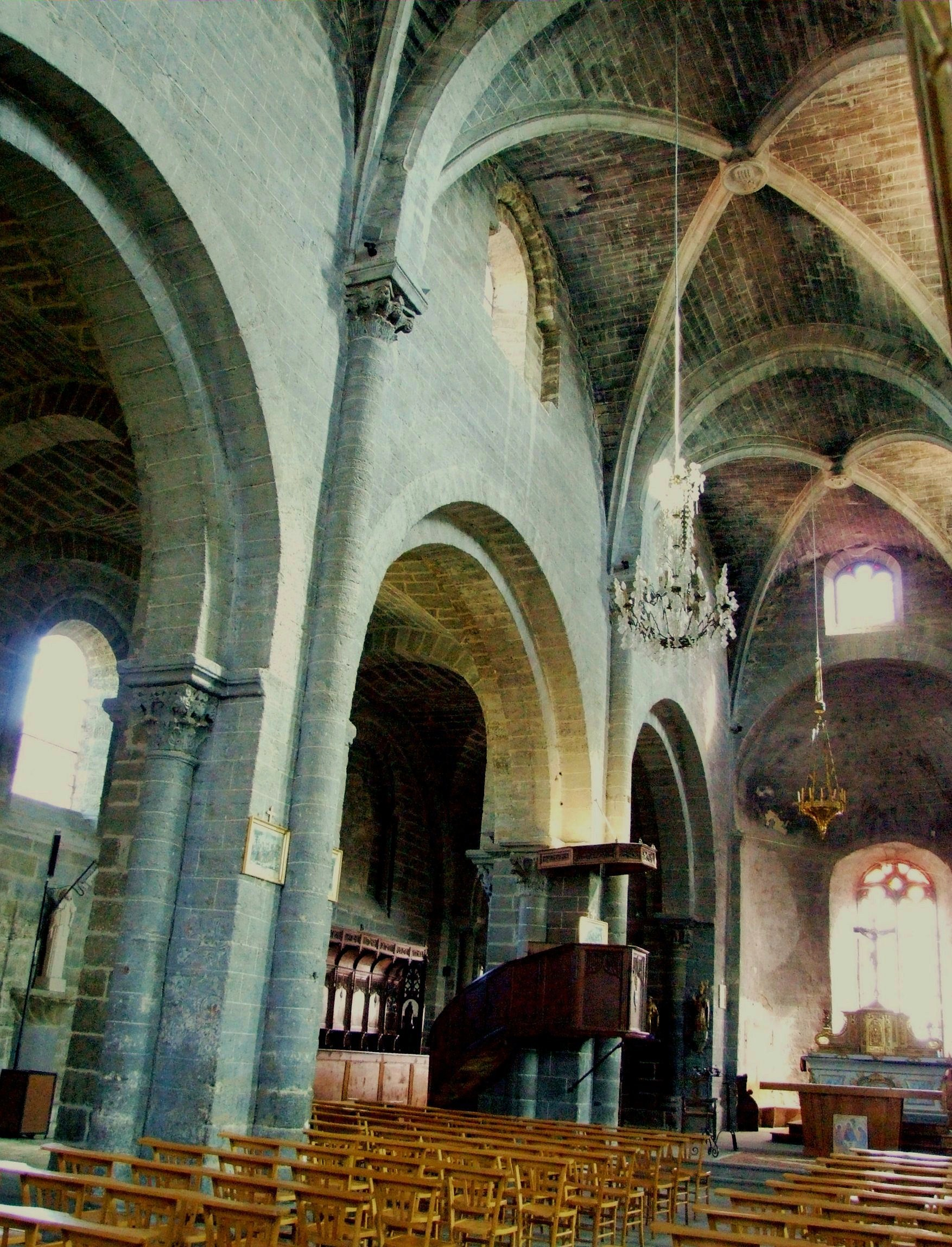
Élévation de la nef.

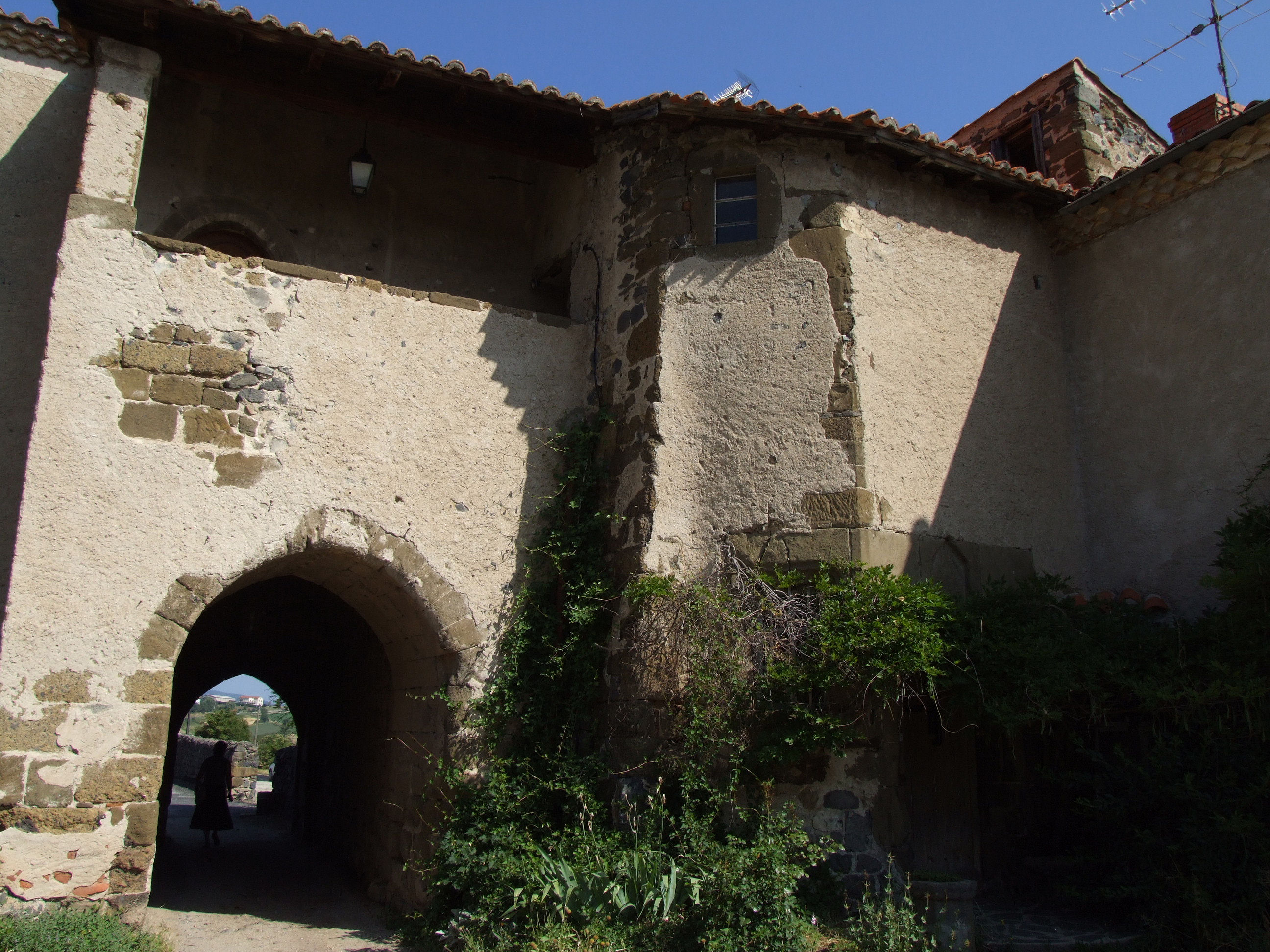
Entrée du prieuré.

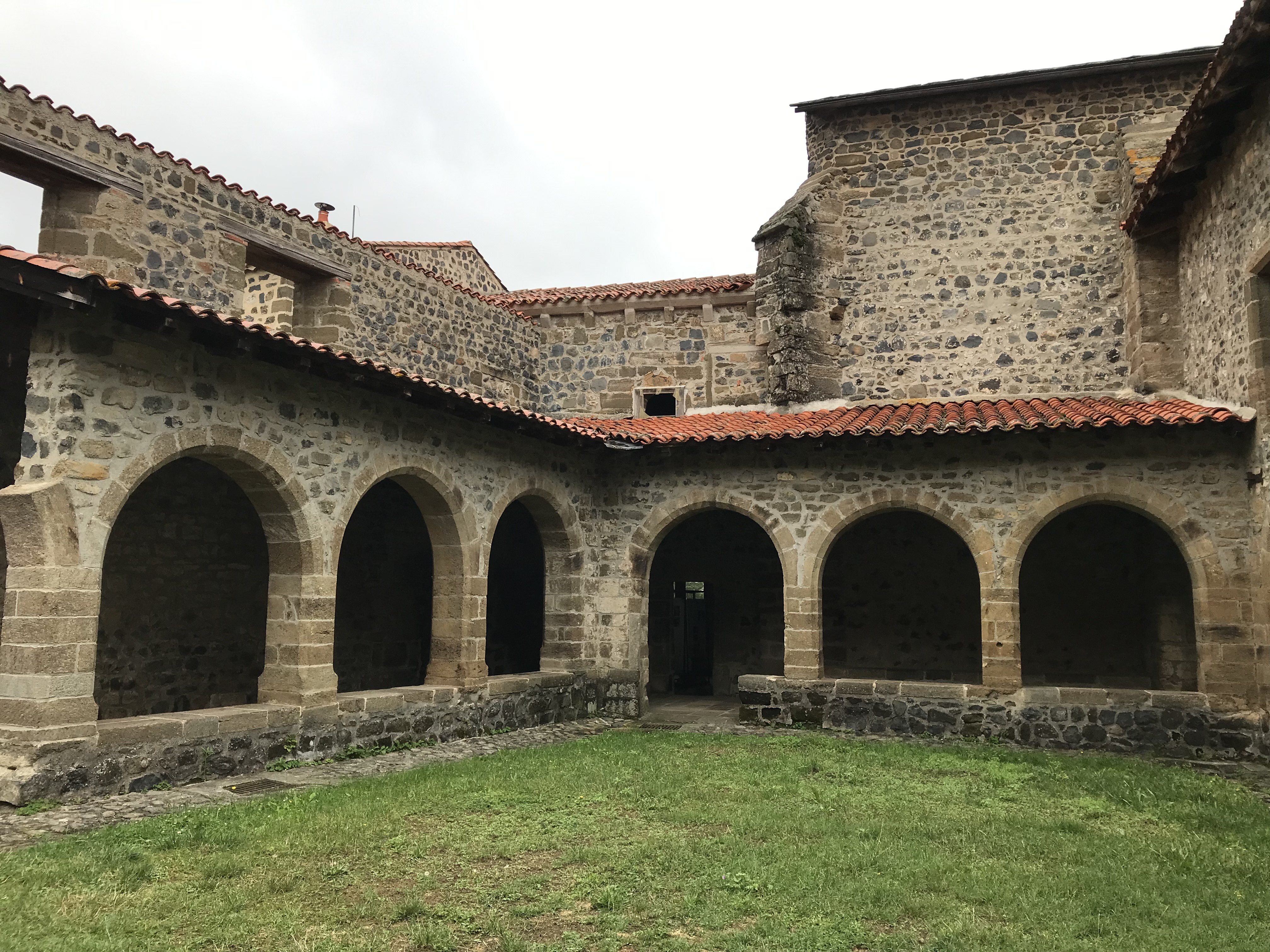
Cloitre du prieuré de Chanteuges.

On possède la charte de fondation de l'abbaye. On  apprend que Claude, seigneur de Chanteuges, et son épouse Engalmode, fondatrice de Saint-Pierre-des-Chazes, firent une importante donation au chapitre Saint-Julien de Brioude afin de fonder une communauté de chanoines sur les terres de sa seigneurie. Dans son testament, il charge son neveu Cunabert, prévôt du chapitre de Saint-Julien de Brioude, de réaliser son souhait. Après en avoir discuté avec Hector le doyen du chapitre et l'ensemble des chanoines, Cunabert, héritier de son aïeul et qui pouvait disposer légitimement de ses biens, décide de fonder, contrairement au désir du seigneur de Chanteuges, une communauté cénobitique en déclarant : « En raison du refroidissement de la charité tandis que l'impiété pénètre partout et qu'un profond désordre s'installe dans le monde, nous ne pouvons nous consacrer à la vie canoniale ; du moins, que Dieu prenne en considération notre action consistant à soutenir ceux qui vivent sous la vie monastique ». Les raisons de ce choix étaient : « … moi-même [Cunebert], notre doyen Hector et tous nos frères, nous nous entretenons souvent des périls de cette vie et du terrible jugement suprême. Aussi nous avons tous été d'accord pour consacrer ledit lieu [Chanteuges], en vue de notre salut commun, à un mode de vie plus rigoureux : celui des moines. Aussi devons-nous soutenir par nos biens ceux qui vivent selon une règle monastique, car comme nous recevons beaucoup en aumônes en l'honneur de notre patron saint Julien, nous devons craindre que le Juge de l'Univers ne nous reproche, selon le mot du prophète, d'avoir dissipé les biens du peuple ». Pour autant, il est probable que les membres de la collégiale ne souhaitaient pas voir s'établir à proximité de Brioude une communauté semblable à la leur, cela dans un souci de prééminence du pouvoir sur le comté brivadois, qui aurait pu les concurrencer ou leur faire obstacle. Pour Cunebert et les membres du collège, cette fondation devait être utile d'abord au chapitre, puis au roi, aux princes et à leurs familles, à tous les fidèles, et une offrande était également faite pour le repos de l'âme du duc Guillaume le Pieux, abbé de Brioude de 893 à 918, et de ses neveux Guillaume et Effroi, ainsi que pour Claude, oncle du prévôt, à l'origine du projet.
Il est prévu dans l'acte de fondation que l'abbaye restera libre et ne devra en retour aucune redevance à Cunebert ou au Chapitre, et les moines ne seront tenus de s'acquitter que d'un sens spirituel soit : « …à chacune des heures canoniques de deux psaumes pour les vivants et de l'office des morts ». cependant les moines devront mener une vie régulière intègre selon la règle de saint Benoît et éliront leurs abbés selon les principes de cette même règle.
L'héritier de Claude de Chanteuges, devant l'importance que représentait la création d'une nouvelle entité monastique suscitant l'intérêt des puissants, s'adressa aux seigneurs influents et détenteurs d'une autorité en Auvergne et reçut l'accord et l'engagement de plusieurs hauts personnages, promettant de défendre cette fondation, parmi lesquels figurent, Raymond de Pons, duc d'Aquitaine et comte de Toulouse, Dalmas, abbé de Brioude et vicomte de Polignac, Armand, évêque de Clermont, et Gotescale, évêque du Puy.
Le 28 août 936, sous le règne du roi Louis IV d'Outremer, en la basilique Saint-Julien, est signée la charte de fondation de l'abbaye Saint-Marcellin avec comme principal signataire Cunebert. 
Afin de concrétiser son projet, après avoir sollicité Odon, abbé de Cluny, qui déclina l'offre, déjà fort occupé par son œuvre réformatrice, Cunebert s'adresse à Arnulphe, coadjuteur d'Odon et abbé de Saint-Géraud d'Aurillac, qui répondit favorablement. C'est l'abbé Arnulphe qui supervisa l'ensemble des travaux : édification de l'église dédiée à saint Marcellin, premier évêque d'Embrun, des bâtiments claustraux, l'ensemble fortifié d'une enceinte, et ce sont des moines venus d'Aurillac qui prendront possession des lieux et élurent un des leurs, Oblérius, premier abbé de Chanteuges.
Le roi Louis IV d'Outremer à la demande de Godescalc, évêque du Puy-en-Velay, et Héric, évêque de Langres confirma la donation aux religieux à perpétuité, avec la pleine et entière propriété des donations faites, ainsi que celle qu'ils pourraient recevoir à l'avenir, et en décembre 941, depuis Vienne (Isère) il délivre à l'abbaye un diplôme d'immunité : « …Nous prescrivons qu'à partir de maintenant, nulle personne, même puissante, ne devra causer de tort aux moines ni chercher à leur imposer un cens injuste, mais que ceux-ci et tous leurs biens soient libres et exempts de la domination de toute personne et que leur abbé soit toujours institué, non sur l'ordre de quelqu'un, mais selon la règle de saint Benoît. Que ceci en considération de notre autorité soit inviolable et soit observé par tous dans les temps à venir… », puis Robert succéda à Oblérius.
Une bulle du pape Calixte II datant de 1119 confirme les droits de l'abbaye.
Vers 1130, les moines vivent sans problème jusqu'à ce que le seigneur voisin, Ithier de Mandulphe, sire de Digons, s'en empare, pervertisse une partie des moines qui vinrent renforcer sa troupe et transforme l'abbaye en forteresse et en « repaire de voleurs et criminels ».
Impuissant à rétablir l'ordre, l'abbé régulier Raymond se réfugie, avec une poignée de frères, à l'hiver 1137 à l'abbaye de La Chaise-Dieu situé à une cinquantaine de kilomètres de Chanteuges où il est accueilli par l'abbé du lieu, Étienne de Mercœur (1111-1146), et place alors son établissement sous la tutelle de La Chaise-Dieu. Démarche qu'il justifie ainsi : « J'ai vu l'abbaye Saint-Marcelin de Chanteuges dans un état déplorable : son monastère en ruine, son sanctuaire dépouillé, son église convertie en forteresse, personne ne servant Dieu, et la sainte maison devenu un lieu de refuge pour les voleurs et les homicides ». Cette dernière doit rétablir ses droits. Cette transition obtient l'approbation de l'archevêque de Bourges et primat d'Aquitaine, Albéric de Reims, et l'évêque de Clermont ancien abbé de La Chaise-Dieu, Aymeric Loubet. Quant au chapitre de Brioude, qui avait conservé certains droits, après d’âpres discussion, le 11 mars 1137 finit par donner son accord, avec comme contrepartie que l'abbé de La Chaise-Dieu servent aux chanoines deux repas par an, l'un à Brioude, l'autre sur le site de Chanteuges. L'acte de donation fut lu solennellement le 14 avril 1137 dans l'église abbatiale de La Chaise-Dieu. L'ancien abbé de Saint-Marcellin, Raymond, s'explique ainsi : « …j'ai remis mon bâton, ainsi que la direction et l'administration de l'abbaye, entre les mains d'Aymeric, évêque de Clermont et, de l'avis et consentement de mes frères de Chanteuges, de mon bon gré et ma bonne volonté, j'ai livré Chanteuges à La Chaise-Dieu, pour que celle-ci le possède comme prieuré à perpétuité et pour que, par les soins des pères de La Chaise-Dieu, ce lieu soit restauré et que le service divin y soit rétabli… », alors que le lieu est encore occupé par Ithier de Digons. L'abbé de La Chaise-Dieu, appuyé de seigneurs locaux, reprit après un siège le monastère âprement défendu ; le village fut ravagé et son église dédiée à saint Julien d'Antioche détruite. Les moines défroqués survivants furent dispersés dans des maisons disciplinaires.
Après la reconquête de ses terres, l'abbé de La Chaise-Dieu entreprend la reconstruction des bâtiments claustraux et de l'église, en reprenant une partie du plan d'un édifice de la fin du XIe siècle, qui s'achèvent aux environs de 1145. Dès 1143, le pape Lucius II à la demande d'Étienne de Mercœur, confirma par bulle tout ce qui avait été décidé.
En 1275, les chanoines de Brioude abandonnent leur demande de se faire servir deux repas par an par le prieuré. En septembre 1317, la pape Jean XXII par une autre bulle joignit les revenus du prieuré de Chanteuges à la mense de La Chaise-Dieu.

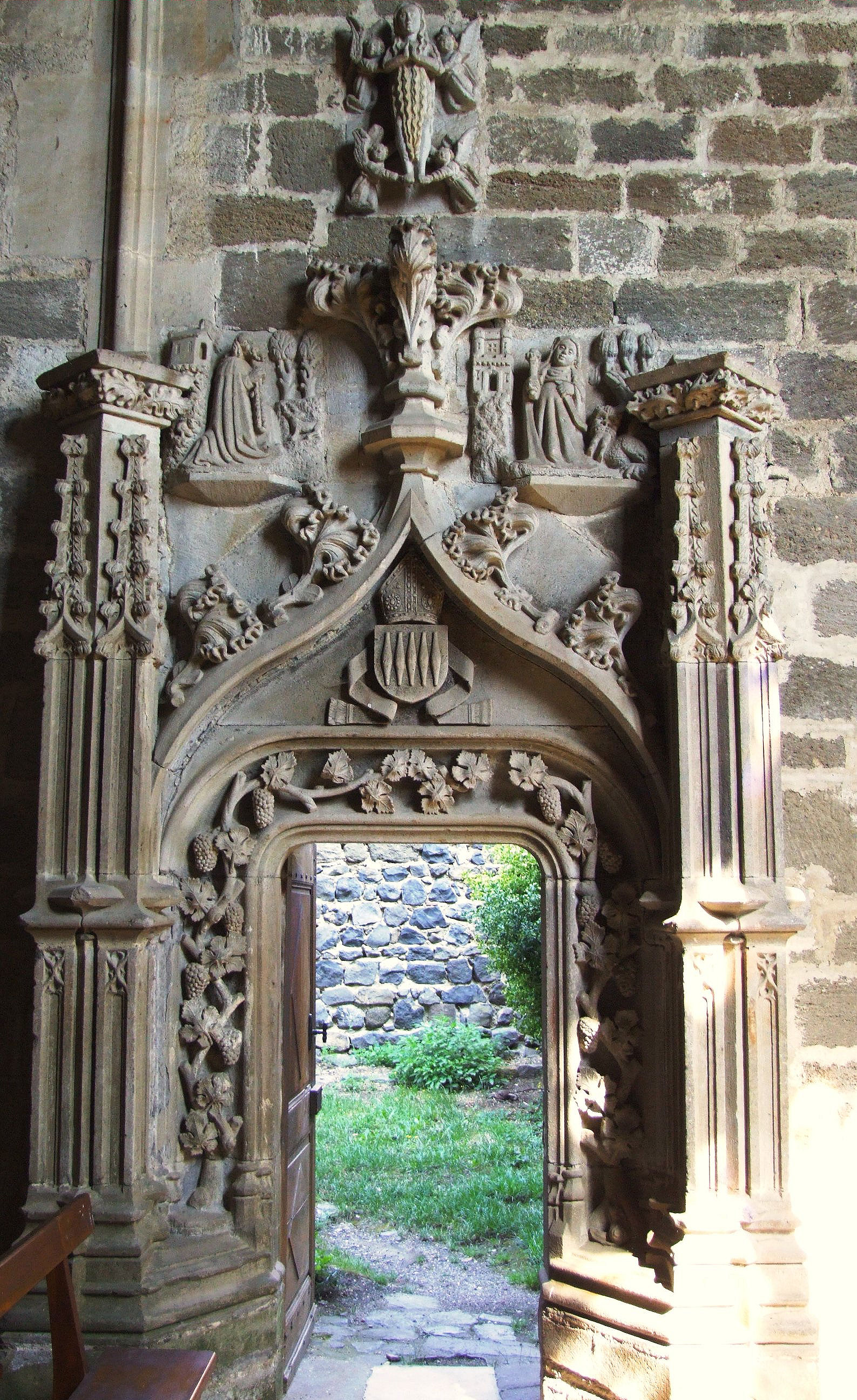
Porte de la chapelle Sainte-Anne.

Le prieuré devient au XVe siècle la résidence des abbés de La-Chaise-Dieu.
À partir de 1491 et jusqu'en 1518, le dernier abbé régulier de La Chaise-Dieu, Jacques de Saint-Nectaire, entreprend la construction de la voûte d'ogives de la nef centrale de l'église Saint-Marcellin. Le fenestrage des façades occidentale et méridionale de l'église est repris. La fenêtre occidentale est agrandie. Il fait construire à ses frais la chapelle Sainte-Anne, chapelle de l'abbé au nord du cloître en mémoire de sa sœur Anne décédée en 1496.
Le prieuré ne subit pas de dégâts pendant les guerres de Religion. Il abrite les moines de l'abbaye de La-Chaise-Dieu à la suite de l'incendie de leur abbaye par les Protestants en 1572.
En 1640, Chanteuges passe sous la responsabilité des bénédictins de Saint-Maur. 
Le prieuré est vendu comme bien national en 1792. Puis en 1793, la chapelle Sainte-Anne est transformée en magasin de fourrage, et est sauvée, en 1837, de la destruction par le Conseil général de la Haute-Loire. Elle sera restaurée en 1837 et en 1867. 
La tour seigneuriale située au nord-ouest de l'abbaye s'effondre en 1896.
En 1970, la galerie nord du cloître est reconstruite.

## Description
On accède au prieuré par une entrée située au nord, qui comportait probablement un système de double porte délimitant un sas d'accès contrôlé par le frère portier. Le premier étage du logis-porche comporte une galerie couverte permettant le contrôle de l'entrée du prieuré.
L'accès au cloître, dépourvu de tout programme iconographique, se fait par le passage d'une porte en plein cintre en bel appareil régulier.

### Chapelle Sainte-Anne
La chapelle Sainte-Anne dont la porte d'entrée est située à l'extrémité est du cloître, arbore un décor de style gothique flamboyant avec une belle accolade encadrée de piédroits à nervures centrales, rehaussés de pinacles à fleurons. Son ornementation supérieure évoque son maître d'ouvrage, Jacques de Saint-Nazaire, dont les armes de sa famille, d'azur à la fasce fuselée d'argent, figurent de part et d'autre. À gauche, elles sont surmontées d'une mitre et à droite de la crosse abbatiale. Quant au décor vertical, il représente une feuille de chou. Sur la face interne de la porte, deux anges, à la base des pinacles portent des écus aux armes de la maison de Saint-Nectaire, et au-dessus de l'accolade est figuré une représentation de saint Michel terrassant le dragon.

## Protection aux monuments historiques
Au titre des monuments historiques :
- les restes du cloître sont classés par liste de 1862 ;
- l'enceinte du prieuré est classée par liste de 1889 ;
- la chapelle Saint-Nectaire dite de l’Évêque ou de l'Abbé est classée par Journal officiel du 18 avril 1914 ;
- les bâtiments mitoyens à la chapelle Saint-Nectaire sont inscrits par arrêté du 2 octobre 1928.

L'église Saint-Saturnin est classée par liste de 1840.

## Possessions
Lors de la fondation, les moines de Chanteuges reçurent une villa entière (Vaunat/Vaunac à Siaugues-Sainte-Marie), quatorze manses (deux à Rilhac et trois à Paredon (Siaugues-Sainte-Marie), trois à Vailhac (Vissac-Auteyrac), et deux à Bonnavat et Bénac (Chanteuges)) ainsi que plusieurs terrains de taille variable. Cette donation était très importante, car durant l'époque carolingienne seuls les propriétaires de quatre manses devaient le service militaire à pied et le service à cheval était dû par les propriétaires d'au moins douze manses.

## Héraldique
Les armoiries primitives du prieuré de Chanteuges furent celles de la famille de Digons : d'azur à trois étoiles (parfois trois molettes) d'or, à la bordure de gueules.
Les armoiries définitives furent : d'azur à trois molettes d'argent.

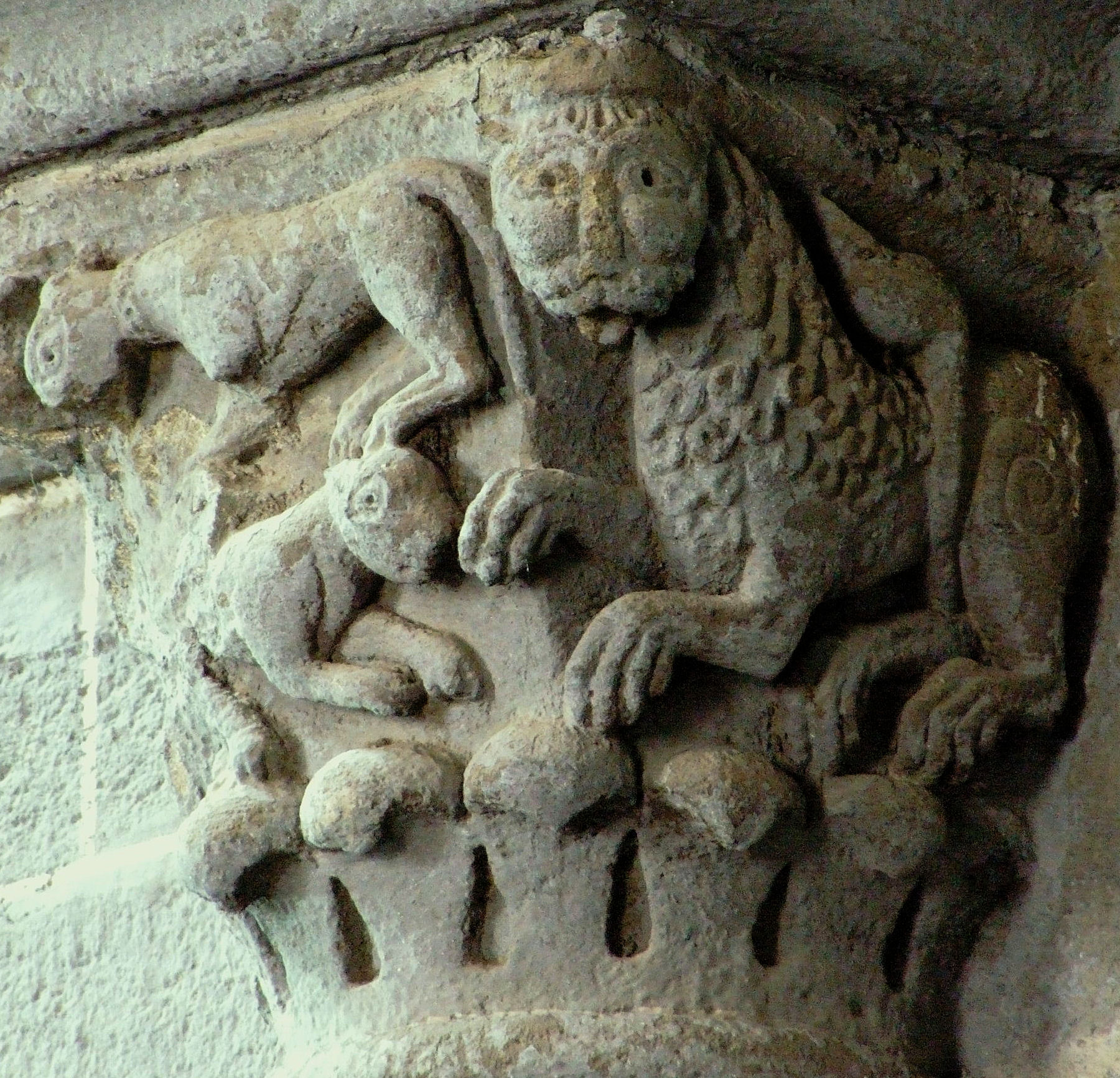
Chapiteau
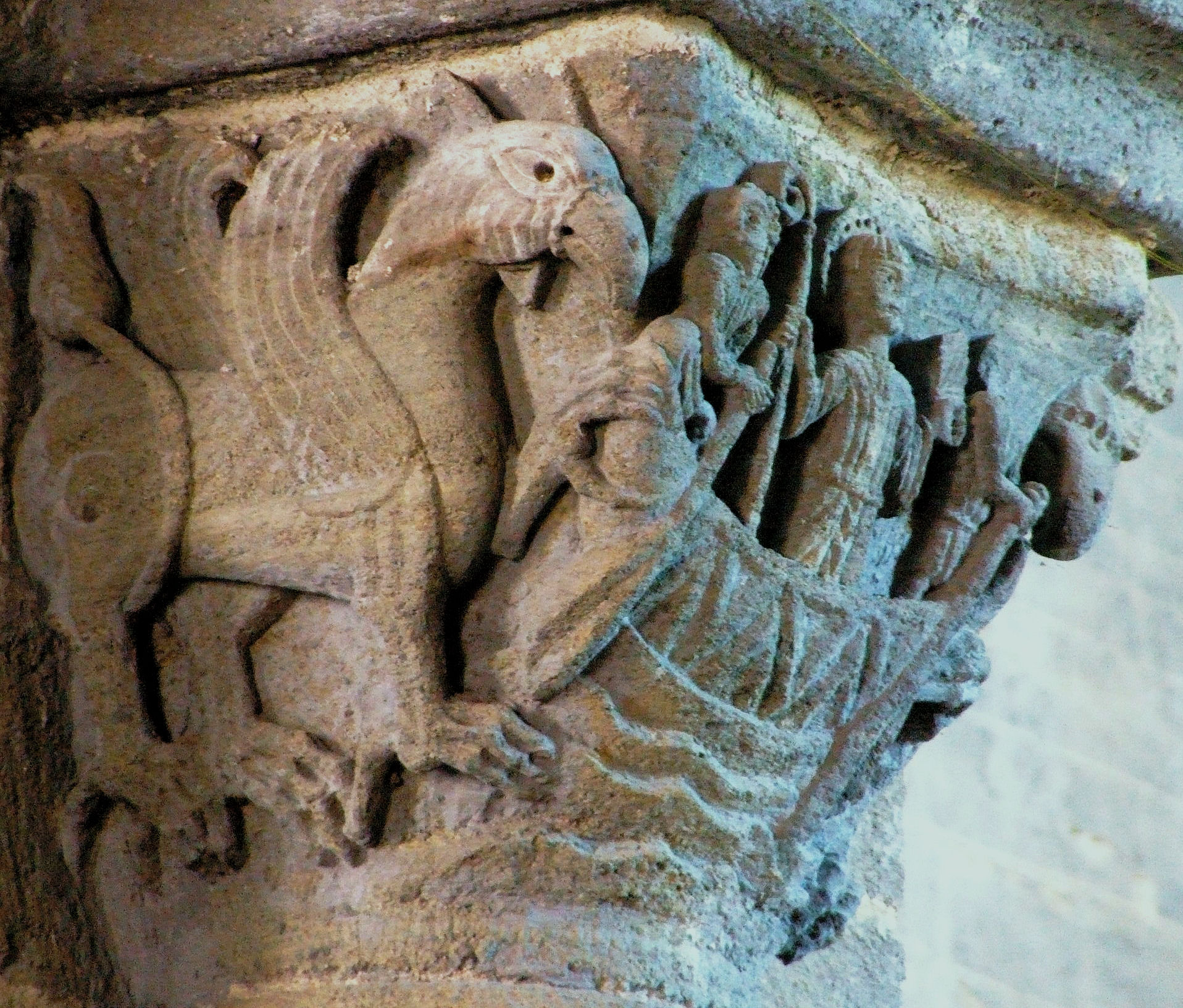
Chapiteau
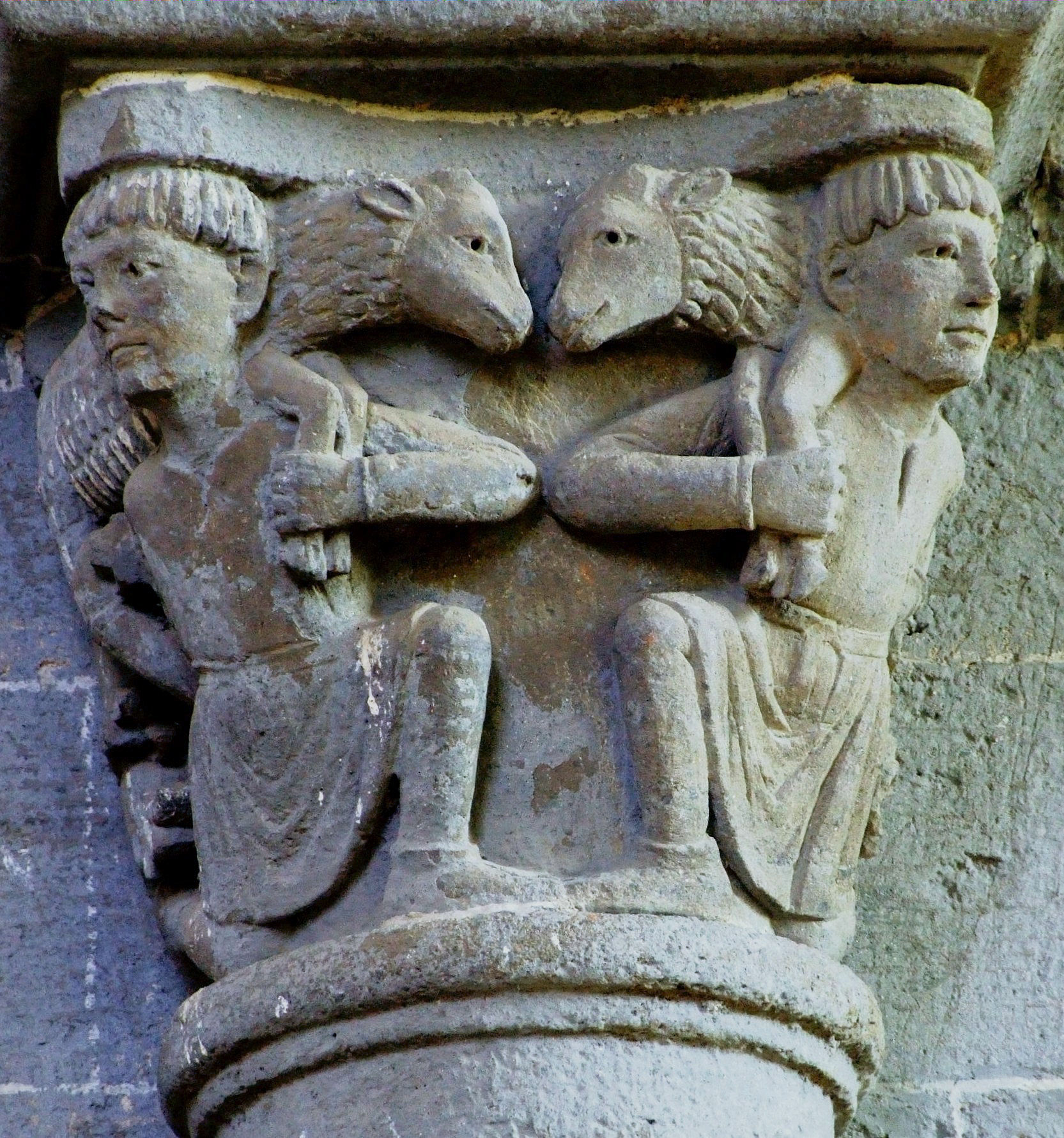
Chapiteau rappelant le style des chapiteaux de Mozac
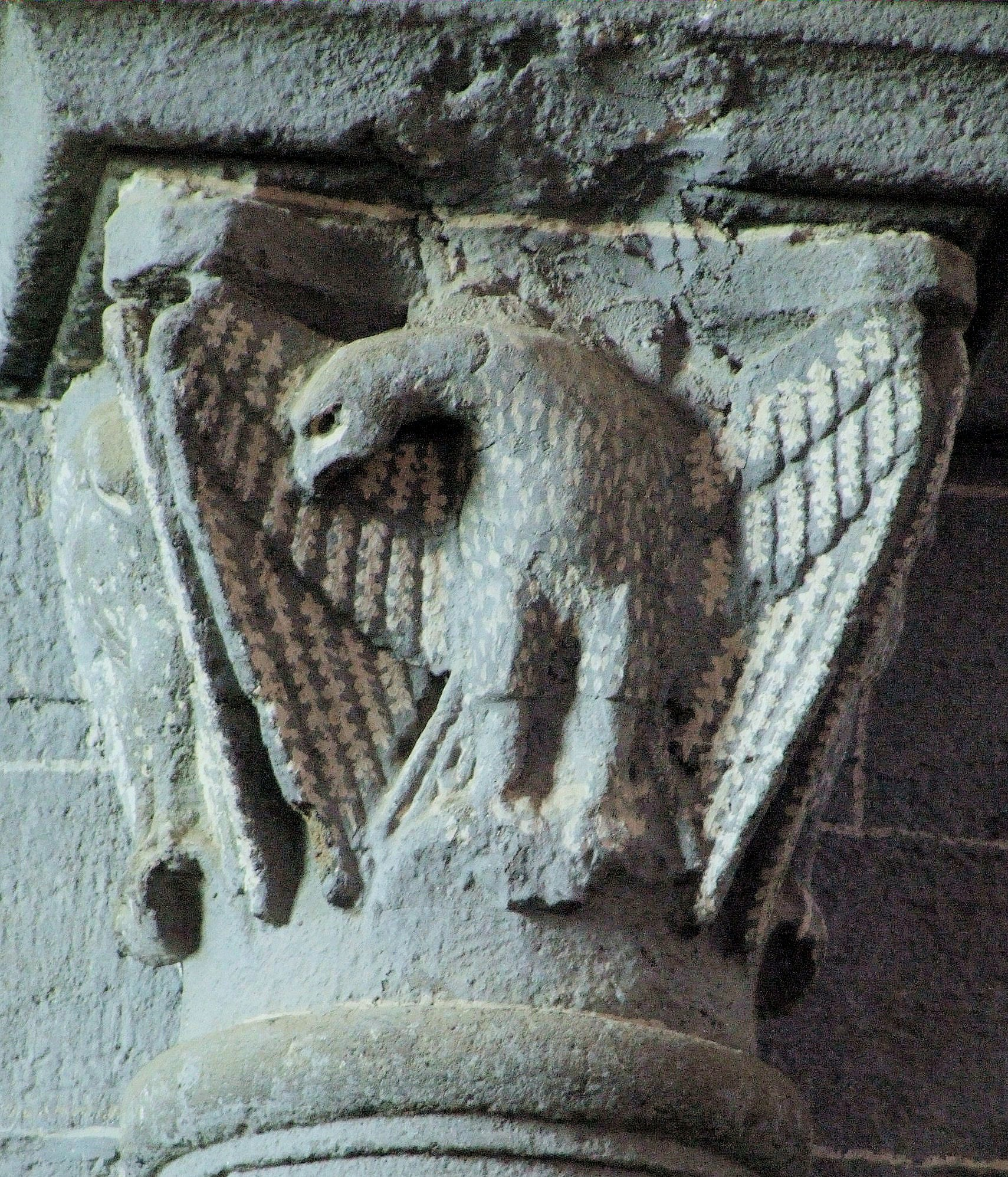
Chapiteau
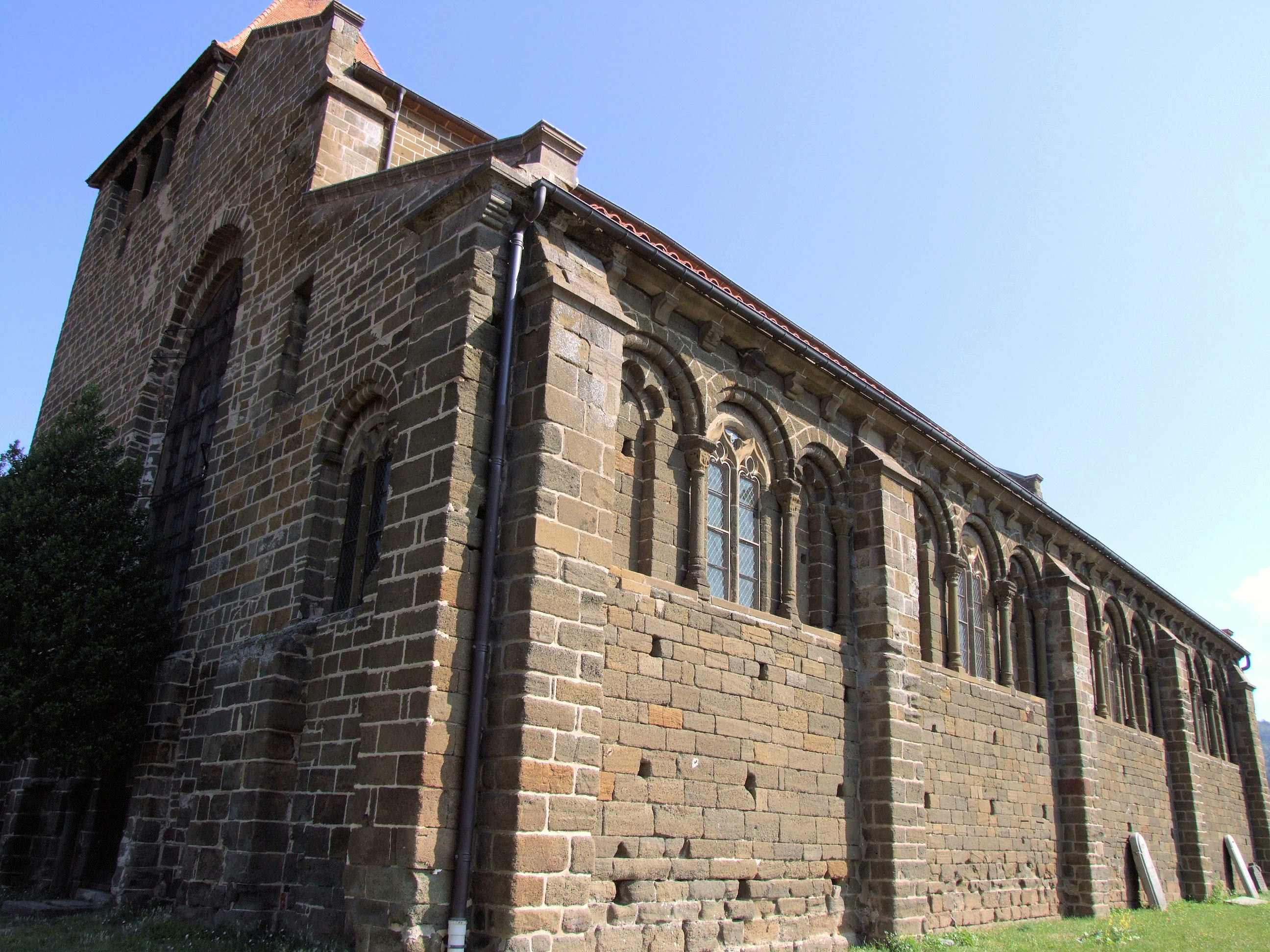
Ancienne abbatiale Saint-Marcellin
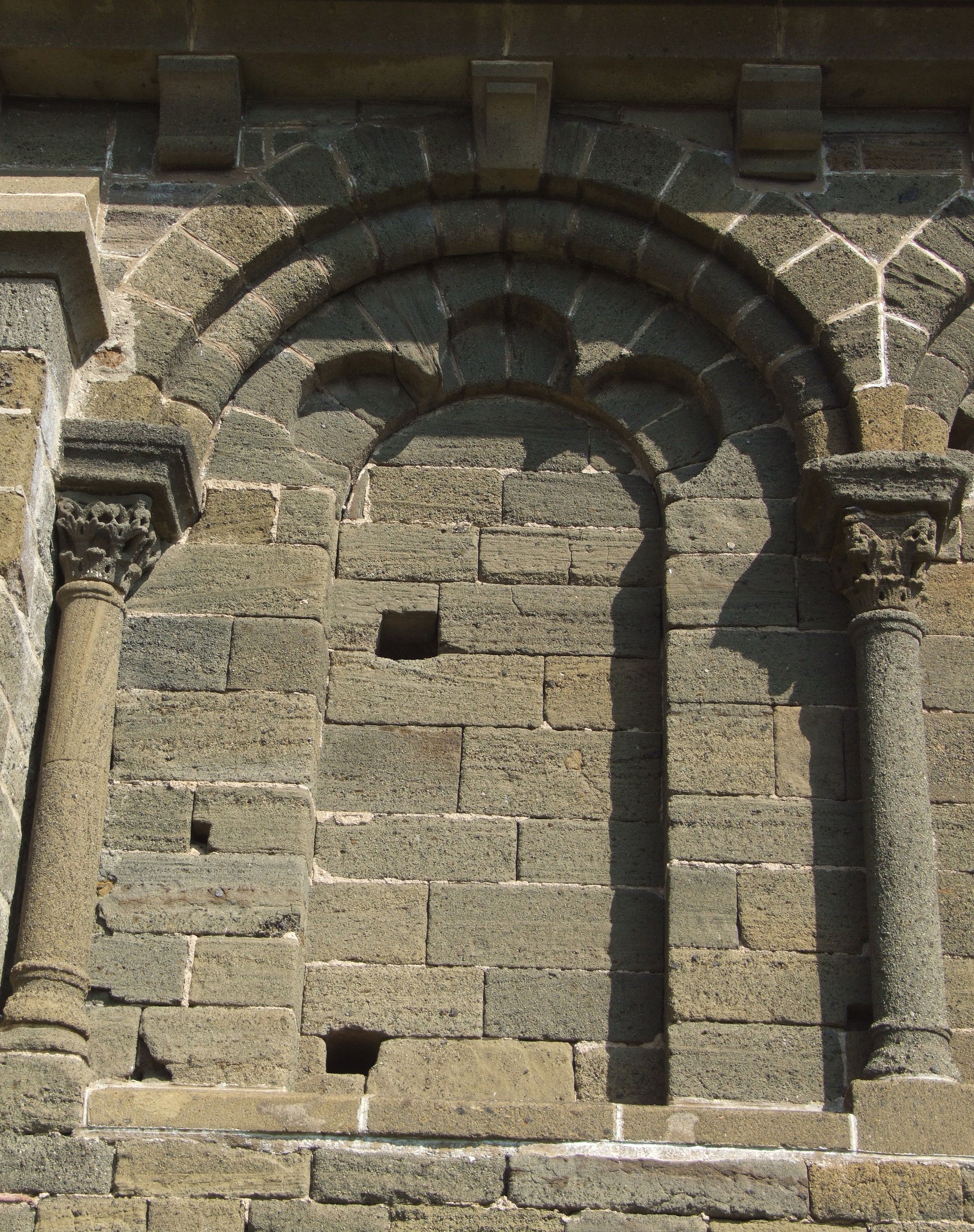
Ancienne abbatiale Saint-Marcellin - Fenêtre
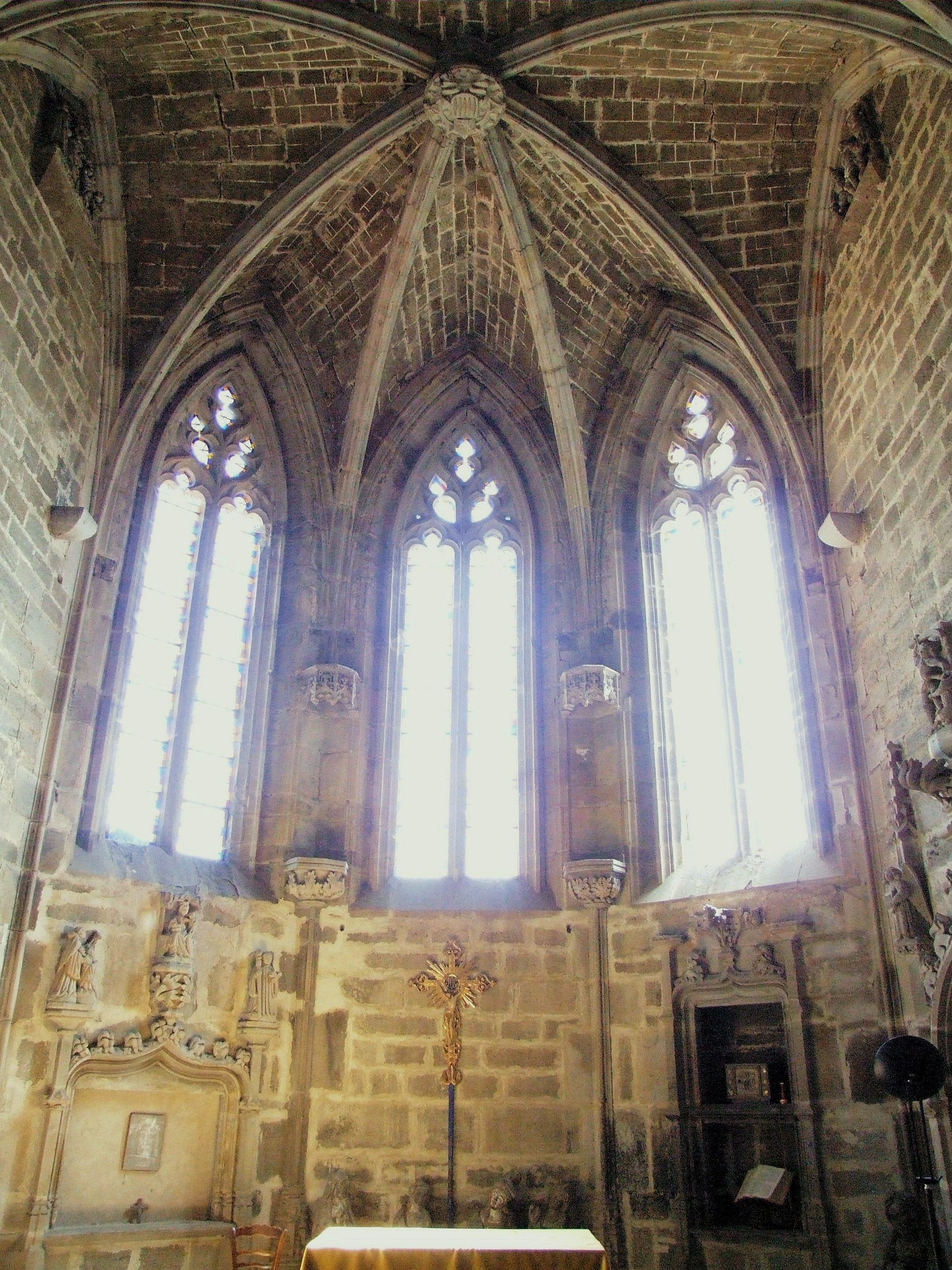
Chapelle Sainte-Anne
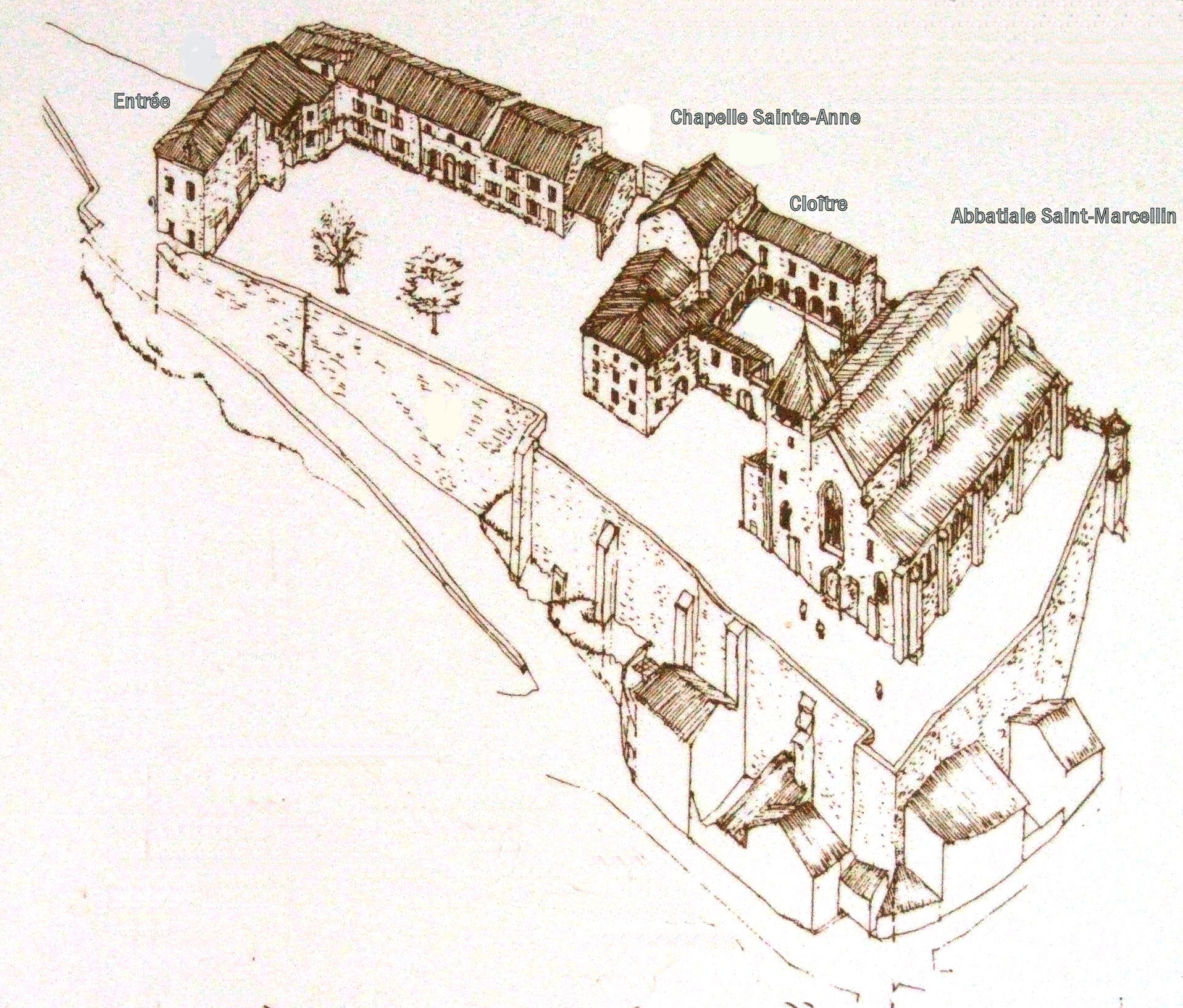
Plan